# Condom (Gers)
Condom település Franciaországban, Gers megyében. Lakosainak száma 6454 fő (2022. január 1.). Condom Lannes, Béraut, Cassaigne, Castelnau-sur-l’Auvignon, Caussens, Gazaupouy, Moncrabeau, Larressingle, Larroque-sur-l’Osse, Maignaut-Tauzia és Valence-sur-Baïse községekkel határos.

## Népesség
A település népességének változása:
| Lakosok száma | 7326 | 7634 | 7717 | 7158 | 7003 | 6695 | 6530 | 6493 | 6478 | 6454 |
|               | 1968 | 1982 | 1990 | 2006 | 2013 | 2015 | 2017 | 2019 | 2020 | 2022 |